# Meerstelig kalkkopje
Het meerstelig kalkkopje (Physarum reniforme) is een slijmzwam behorend tot de familie Physaraceae. Het leeft in naaldbos en gemengd bos saprotroof op hout van naaldbomen- en struiken.

## Verspreiding
In Nederland komt het uiterst zeldzaam voor. 